# نوومیخائیلوفکا (شهرستان کمین)
نوومیخائیلوفکا (به لاتین: Novomikhaylovka) یک عوارض جغرافیایی در قرقیزستان است که در شهرستان کمین واقع شده‌است. نوومیخائیلوفکا ۳۱۲ نفر جمعیت دارد و ۹۸۵ متر بالاتر از سطح دریا واقع شده‌است.